# De Jong van Beek en Donk-prijs
De De Jong van Beek en Donk-prijs was een prijs die door de Koninklijke Nederlandse Akademie van Wetenschappen (KNAW) werd toegekend voor het beste werk in de laatste twintig jaren geschreven over Willem de Zwijger, Hugo de Groot, Baruch Spinoza, Maarten Harpertszoon Tromp of Rembrandt van Rijn.
De prijs werd ingesteld in 1891 en gefinancierd uit het familiefonds, dat was ingesteld na het overlijden van jhr. mr. Jan Johan Franciscus de Jong van Beek en Donk (1834 - 1890), procureur-generaal bij het gerechtshof 's-Hertogenbosch. De prijs werd voor het laatst uitgereikt in 1991. 

## Winnaars
- 1911 - dr. Koenraad Oege Meinsma voor het werk Spinoza en zijn kring. Historisch-kritische studiën over Hollandsche vrijgeesten ('s-Gravenhage, 1896)
- 1931 - William Stanley Macbean Knight voor het werk The Life and Works of Hugo Grotius (Londen, 1925)
- 1951 - dr. Johanna Katharina Oudendijk voor het werk Maerten Harpertszoon Tromp ('s-Gravenhage, 1942)
- 1972 - dr. Christian Ludwig Tümpel voor de werken Ikonographische Beitrage zu Rembrandt (Hamburg, 1968) en Studien der Ikonographie der Historien Rembrandts (Hamburg, 1969)
- 1991 - prof.dr. Ernst van de Wetering voor het werk Studies in the Workshop Practice of the Early Rembrandt (Amsterdam, 1986)